# Věznice Rapotice
Věznice Rapotice je umístěna v bývalém vojenském prostoru Vojenského útvaru Rosice u Brna, cca 10 km východně od Náměště nad Oslavou v okrese Třebíč, na území obce Lesní Jakubov.
Vojenský útvar vznikl v dubnu 1989 jako Protiletadlová raketová skupina S-200 VEGA 76. protiletadlové brigády. Úkolem této brigády byla protivzdušná obrana Brna. Základna byla vyzbrojena ruskými raketami S-200 VEGA s doletem 265 km a výškovým dosahem 40 km. Bunkry pro rakety byly vybavené speciálními rampami, k nimž vedly koleje, které byly vybaveny automatickým nabíjením pro střely S-200 VEGA.
Dne 1. října 2005 došlo k předání objektu do správy VSČR a následné přestavbě části areálu na věznici.
Roku 2019 bylo oznámeno, že věznice v Rapoticích by se mohla stát tzv. otevřenou věznicí. Pokud bude návrh schválen, tak by se nové budovy nedaleko původního areálu věznice měly vystavět v roce 2020. Vězni by měli žít v menších domech a více pracovat.

## Moderní technologie
V roce 2022 byl v prostorách věznice prezentován systém pro odchyt dronů, který by měl mít schopnost odchytit a snést k zemi i dron s výbušninou nebo jiným nebezpečným nákladem.